# ژو سوهونگ
ژو سوهونگ (چینی: 周苏红؛ زادهٔ ۲۳ آوریل ۱۹۷۹) بازیکن والیبال اهل چین است.